# Comuna de Trzebnica
Trzebnica (polaco: Gmina Trzebnica) é uma gminy (comuna) na Polónia, na voivodia de Baixa Silésia e no condado de Trzebnicki. A sede do condado é a cidade de Trzebnica.
De acordo com os censos de 2004, a comuna tem 21 768 habitantes, com uma densidade 108,7 hab/km².

## Área
Estende-se por uma área de 200,19 km², incluindo:
- área agricola: 76%
- área florestal: 13%

## Demografia
Dados de 30 de Junho 2004:
|                      | Total   | Total | Mulheres | Mulheres | Homens  | Homens |
| -------------------- | ------- | ----- | -------- | -------- | ------- | ------ |
|                      | pessoas | %     | pessoas  | %        | pessoas | %      |
| População            | 21 768  | 100   | 11 236   | 51,6     | 10 532  | 48,4   |
| Densidade (pop./km²) | 108,7   | 100   | 56,1     | 56,1     | 52,6    | 52,6   |

De acordo com dados de 2002, o rendimento médio per capita ascendia a 1109,86 zł.

## Subdivisões
- Będkowo, Biedaszków Mały, Biedaszków Wielki, Boleścin, Brochocin, Brzezie, Brzyków, Cerekwica, Domanowice, Droszów, Głuchów Górny, Jaszyce, Jaźwiny, Kobylice, Koczurki, Komorowo, Komorówko, Koniowo, Księginice, Kuźniczysko, Ligota, Malczów, Małuszyn, Marcinowo, Masłowiec, Masłów-Nowy Dwór, Piersno, Raszów, Rzepotowice, Skarszyn, Skoroszów, Sulisławice, Szczytkowice, Świątniki, Taczów Mały, Taczów Wielki, Ujeździec Mały, Ujeździec Wielki, Węgrzynów.

## Comunas vizinhas
- Długołęka, Milicz, Oborniki Śląskie, Prusice, Wisznia Mała, Zawonia, Żmigród